# Egisto Lilli
Egisto Lilli (Perugia, 1895 – Amba Alagi, 12 maggio 1941) è stato un militare italiano insignito della medaglia d'oro al valor militare alla memoria nel corso della seconda guerra mondiale.nasce nel 1895 a Perugia. Capitano complemento artiglieria, XVI gruppo artiglieria coloniale.

## Biografia
Nacque a Perugia nel 1895, figlio di Daniele e Delinda Berardi. All'età di vent'anni abbandonò gli studi per arruolarsi nel Regio Esercito e combattere nella prima guerra mondiale. Prese parte alle operazioni belliche sul fronte italiano in forza all'8º Reggimento artiglieria da fortezza raggiungendo il grado di tenente. Partito per la Libia dopo la firma dell'armistizio di Villa Giusti, rientrò in Italia nel luglio 1919 e venne posto in congedo. Ritornato nella vita civile, si dedicò alla sua azienda agricola e alla professione di perito agrario. Promosso capitano a scelta nel 1932, e richiamato in servizio attivo a domanda nei primi mesi del 1935 ottenne il trasferimento nel Regio corpo truppe coloniali d'Eritrea. Destinato in servizio al raggruppamento artiglieria di Mai Edgà, partecipò alla guerra d'Etiopia al comando della 12ª batteria indigeni. Nell'aprile 1938, assegnato al XVI Gruppo artiglieria coloniale da 65/17 assumeva il comando della 32ª batteria someggiata con la quale si distingueva, dopo il 10 giugno 1940, a Cassala e a Barentù e dal febbraio al marzo 1941 nel settore di Arresa. Insignito di due medaglie di bronzo al valor militare, cadde in combattimento a Passo Falagà, sull'Amba Alagi, il 12 maggio 1941 e fu insignito della medaglia d'oro al valor militare alle memoria.